# Judah Loew ben Bezalel
Judah Loew ben Bezalel ili Rabin Loew (Poznanj, između 1512. i 1526. – Prag, 17. rujna 1609.) bio je važni talmudski učenjak, židovski mistik i filozof, koji je veći dio svog života služio je kao vodeći rabin u gradovima Mikulov u Moravskoj i u Pragu u Bohemiji.
Poznat je po svojim djelima o židovskoj filozofiji i židovskom misticizmu i svom radu „Gur Aryeh al HaTorah”, opširnoj raspravi Rašijevog tumačenja Tore. On je također bio predmet legende iz 19. stoljeća, da je načinio Golema iz Praga, animirano mitološko biće načinjeno od gline.
Vjerovatno je rođen u Poznanju u Poljskom, iako Perels pogrešno navodi kao njegovo rodno mjesto Worms u Svetom Rimskom Carstvu, od oca rabina Bezalela, čija obitelj potječe iz grada Wormsa. Njegova godina rođenja je neizvjesna, i različiti izvori navode 1512., 1520. i 1526. Njegov ujak Jakob ben Hajim bio je Reichsrabbiner („carski rabin”) Svetog Rimskog Carstva, a njegov brat Haim iz Fridberga bio je poznati rabinski učenjak. Ne postoje dokumentirani dokazi, da je stekao formalno vjersko obrazovanje, što je navelo vodeće učenjake, da zaključe da je bio izuzetno nadaren autodidakt.
U travnju 1997. Češka i Izrael zajedno su izdale set poštanskih maraka, od kojih je jedna sadržavala nadgrobni spomenik Judah Loew ben Bezalela. U svibnju 2009. godine, Češka pošta izdala je marku u znak obilježavanja 400. godišnjice smrti Judah Loew ben Bezalela. U lipnju 2009. godine, češka kovnica je izdala komemorativni novčić kojim je obilježena ista obljetnica.